# Nango-Yarcé
Pour les articles homonymes, voir Nango.
Ne doit pas être confondu avec Nango-Foulcé.
Nango-Yarcé est une commune rurale située dans le département de Zogoré de la province du Yatenga dans la région Nord au Burkina Faso.

## Géographie
Nango-Yarcé est limitrophe de Nango-Foulcé au nord et se trouve à 6 km au nord de Zogoré, le chef-lieu du département, et à environ 25 km au sud-ouest du centre de Ouahigouya. La ville est à 3 km à l'ouest de la route nationale 10 allant de Ouahigouya à Tougan.

## Santé et éducation
Le centre de soins le plus proche de Nango-Yarcé est le dispensaire de Nango-Foulcé tandis que le centre de santé et de promotion sociale (CSPS) se trouve à Zogoré et le centre hospitalier régional (CHR) à Ouahigouya.
Nango-Yarcé possède une école primaire publique de trois classes, une école franco-arabe et l'un des collèges d'enseignement généraux (CEG) du département.